# Кельтский крест
Ке́льтский крест — религиозный символ, характерный для кельтского искусства Британских островов, появившийся в Раннее средневековье. Представляет собой вариант христианского креста с наложенным на него кольцом (нимбом). Символ получил широкое распространение благодаря использованию в качестве элемента высоких каменных памятников, воздвигнутых на островах, прежде всего в регионах, где проповедовали ирландские христианские миссионеры с IX по XII век. Монументы и изображения кельтских крестов найдены также в Ирландии и Франции.
Происхождение восходит к дохристианскому солнечному кресту или колёсному кресту в древней Европе. Хотя исследователи спорят о точном происхождении символа, он очевидно связан с более ранними изображениями крестов и колец, и является разновидностью более общего символа. Кельтский крест приобрёл новую популярность во время кельтского возрождения в XIX веке; термин «кельтский крест» устоялся именно в то время. Форма креста, обычно украшенная причудливыми декоративными переплетениями и другими мотивами островного кельтского искусства, стала популярной для погребальных памятников и оставалась таковой, распространившись далеко за пределы Ирландии.
Стилизованный кельтский крест используется как политический символ ультраправой идеологии; один из наиболее важных и часто используемых символов сторонников превосходства «белой расы». В контексте ультраправой культуры — один из символов ненависти.

## Кельтские кресты в Ирландии
Изображения крестов с кольцами, схожих с более древними континентальными аналогами, появились в Ирландии и Шотландии на резных каменных плитах и археологических артефактах, таких как чаша Арда. Однако наибольшей популярности эта форма искусства достигла благодаря использованию в монументальных, отдельно стоящих каменных крестах — характерной и широко распространённой в VII—XII вв. форме Британского островного искусства. Эти памятники, впервые появившиеся в IX веке, имеют форму крестов с кольцами на ступенчатом или пирамидальном основании. Сама форма монументов имеет очевидные конструктивные преимущества. Существует ряд теорий относительно происхождения каменных крестов на Британских островах. Ряд учёных считают кольцо конструктивным элементом более ранних деревянных крестов, которые, возможно, нуждались в распорках для поддержки перекладины. Другие предполагают, что кресты были видом местного искусства бронзового века или были переняты от более ранних коптских крестов, основанных, в свою очередь, на древнеегипетском символе анх. Исследователи Майкл В. Херрен и Ширли Энн Браун (Michael W. Herren // Shirley Ann Brown) допускают происхождение кельтских монументальных крестов от более ранних аналогов в христианском искусстве. Кресты с кольцом (нимбом), символизирующим небесную сферу, описаны в трудах Отцов Церкви. «Космологический крест» — важный мотив в поэме Целия Седулия «Carmen Paschale», известной в Ирландии с VII века.
Точно не установлено, где были возведены первые каменные кресты. Самые ранние образцы датируются примерно IX веком, они условно делятся на две группы: близ ирландской деревушки Ахенни (англ. Ahenny) и при ирландском же монастыре на ныне шотландском острове Айона. Группа в Ахенни считается наиболее древней. Однако не исключено, что именно Сент-Джонс-Кросс был самым древним кельтским крестом. Влияние монастыря на Айоне как центра паломничества, возможно, привело к тому, что этот крест стал источником вдохновения для зодчих с Ахенни, а также для изображений других кольцевых крестов на пиктских камнях.
В Ирландии существует поверье, что кельтские кресты появились на острове благодаря святому Патрику — миссионеру, обратившему жителей острова в христианство. Согласно ему, кельтский крест — это объединение креста, символа христианства, и символа солнца, с целью привить обращённым в христианство из язычества идею о важности самого креста, связав его с концепцией языческого солнечного божества. На ранних кельтских крестах встречаются такие христианские символы, как ихтис и хризма.
- Каменный крест на острове Айлей, Шотландия, датируется второй половиной VIII века[7]
- В районе города Пиблз, Шотландия
- Крест близ церкви св. Давида в ирландском городе Нейс
- Реплика кельтского креста на одном из лондонских кладбищ

## Кельтское возрождение
Кельтское возрождение в Ирландии середины XIX века отмечено усилением интереса как к кельтской культуре в целом, так и к кельтским крестам в частности — древние памятники стали изучаться более тщательно, также появилась тенденция к строительству уже современных реплик. В 1853 году слепки-копии некоторых древних высоких крестов были выставлены на Дублинской промышленной выставке. В 1857 году ирландский художник и антиквар Генри О’Нил опубликовал свою работу «Иллюстрации наиболее интересных монументальных крестов Древней Ирландии» (ориг. Illustrations of the Most Interesting of the Sculptured Crosses of Ancient Ireland). Эти два события стимулировали интерес к кельтским крестам как к символу древнего наследия Ирландии.
Новые версии высоких кельтских крестов создавались в качестве модных кладбищенских памятников в викторианском Дублине в 1860-х годах. Из Дублина интерес к кельтской культуре распространился на остальную часть страны и за её пределы. Со времён кельтского возрождения крест с кольцами стал эмблемой кельтской идентичности в дополнение к его более традиционной религиозной символике. Современный интерес к символу возрос благодаря супругам Александру и Евфимии Ричи (англ. Alexander and Euphemia Ritchie). Они работали на острове Айона в Шотландии с 1899 по 1940 год и популяризировали использование символа кельтского креста в ювелирных изделиях. Во многом благодаря этой паре использование кельтского креста в моде популярно и на сегодняшний день.
В 1850-х годах кельтские кресты стали весьма широко использоваться как могильные памятники, эта их функция отличалась от средневековых оригинальных крестов как символа общественной религиозной святыни. В настоящее время символ кельтского креста используется в качестве украшения различных товаров, ряд организаций используют их в собственной символике: к примеру, Гэльская атлетическая ассоциация, Ирландская футбольная ассоциация и национальная футбольная сборная Северной Ирландии. С 1954 года в центре флага церкви Уэльса изображён кельтский крест.

## Символ ультраправых
В среде ультраправых может именоваться как кельтский крест, крест Одина, солнечный крест, колёсный крест. Версия в виде квадратного креста, сцепленного с кругом или окруженного им, является одним из наиболее важных и часто используемых символов сторонников превосходства «белой расы».
Норвежские нацисты использовали версию символа в 1930-х и 1940-х годах. После Второй мировой войны этот символ переняли различные группы и движения сторонников превосходства «белой расы». Эта версия кельтского креста используется неонацистами, скинхедами-расистами, членами Ку-клукс-клана и почти всеми остальными сторонниками превосходства «белой расы». В качестве политического символа ультраправой идеологии он был впервые использован Ку-клукс-кланом, затем стал популярен у ряда неонацистских организаций («Американский фронт» и «Арийские нации» в США, «Британский национальный фронт» и др.). Стал одним из наиболее популярных символов скинхедов. Символ также получил известность как часть логотипа Stormfront, старейшего и крупнейшего веб-сайта сторонников превосходства «белой расы» в мире.
Кельтский крест, как его чаще всего изображают, является традиционным христианским символом, используемым в религиозных целях, а также для обозначения таких понятий, как ирландский национальный дух. Этот распространённый символ, который в основном используется неэкстремистами. Большинство изображений традиционного кельтского креста имеют удлинённую вертикальную ось, часто сопровождаемую кельтским узлом, которая напоминает другие христианские кресты. Хотя сторонники превосходства «белой расы» иногда используют и эту версию кельтского креста, чаще всего её применение, при условии отсутствия других символов ненависти, не связано с экстремизмом и не обозначает идею «превосходства белых» или расизм.
- Логотип веб-сайта сторонников превосходства «белой расы» Stormfront с кельтским крестом и надписью «Белая гордость во всём мире»
- Стилизованный кельтский крест[10][2] на эмблеме «Американского фронта», одной из старейших постоянно существующих расистских группировок скинхедов в США, основанной в 1980-х годах[11]
- «Арийская гвардия[англ.]», неонацистская террористическая организация, базировавшаяся в Альберте, Канада, на протестах в Кенсингтоне в Калгари, 2007
- Флаги «партии «Национальный фронт» Ильи Лазаренко на митинге 1994 года у посольства ЮАР в Москве
- Бронеразгрузка Брентона Тарранта, которая была на нём во время совершения им массового убийства в мечетях Крайстчерча; с «чёрным солнцем», «коловратом» и кельтским крестом.